# Lega Nazionale A 2013 (football americano)
La Lega Nazionale A 2013 è stata la 28ª edizione del campionato di football americano di primo livello, organizzato dalla SAFV.

## Squadre partecipanti
| Club                    | Città      | Stadio | Sponsor ufficiale | Risultato nella stagione 2012 |
| ----------------------- | ---------- | ------ | ----------------- | ----------------------------- |
| Bern Grizzlies          | Berna      |        |                   | Semifinalisti LNA             |
| Bienna Jets             | Bienne     |        |                   | Quinto posto in LNA           |
| Calanda Broncos         | Landquart  |        |                   | Vincitori XXVII Swiss Bowl    |
| Gladiators Beider Basel | Basilea    |        |                   | Finalisti LNA                 |
| Winterthur Warriors     | Winterthur |        |                   | Sesto posto in LNA            |
| Zürich Renegades        | Zurigo     |        |                   | Semifinalisti in LNA          |

## Stagione regolare

### Calendario

#### 1ª giornata
| Bienne 23 marzo 2013, ore 16:00 CEST | Bienna Jets | 0 – 48 | Calanda Broncos |  |

| Winterthur 24 marzo 2013, ore 14:00 CEST | Winterthur Warriors | 6 – 52 | Gladiators Beider Basel | Sportpark Deutweg |

#### 2ª giornata
| Winterthur 20 maggio 2013, ore 14:00 CEST | Winterthur Warriors | 33 – 48 | Calanda Broncos | Sportpark Deutweg |

#### 3ª giornata
| Bienne 6 aprile 2013, ore 18:00 CEST | Bienna Jets | 0 – 53 | Bern Grizzlies |  |

| Basilea 7 aprile 2013, ore 14:00 CEST | Gladiators Beider Basel | 44 – 7 | Winterthur Warriors | Stadio di atletica leggera Sankt Jakob |

| Coira 7 aprile 2013, ore 16:00 CEST | Calanda Broncos | 55 – 7 | Zürich Renegades | Stadion Ringstrasse |

#### 4ª giornata
| Coira 13 aprile 2013, ore 18:00 CEST | Calanda Broncos | 62 – 0 | Bienna Jets | Stadion Ringstrasse |

| Berna 13 aprile 2013, ore 18:00 CEST | Bern Grizzlies | 48 – 6 | Winterthur Warriors | Stadio di atletica leggera Wankdorf |

| Witikon 14 aprile 2013, ore 14:00 CEST | Zürich Renegades | 13 – 49 | Gladiators Beider Basel | Sportplatz Looren |

#### 5ª giornata
| Basilea 20 aprile 2013, ore 18:00 CEST | Gladiators Beider Basel | 48 – 6 | Bienna Jets | Stadio di atletica leggera Sankt Jakob |

| Winterthur 23 giugno 2013, ore 14:00 CEST | Winterthur Warriors | 6 – 33 | Bern Grizzlies | Sportpark Deutweg |

| Witikon 23 giugno 2013, ore 14:00 CEST | Zürich Renegades | 15 – 33 | Calanda Broncos | Sportplatz Looren |

#### 6ª giornata
| Coira 27 aprile 2013, ore 14:00 CEST | Calanda Broncos | 59 – 0 | Winterthur Warriors | Stadion Ringstrasse |

| Basilea 28 aprile 2013, ore 14:00 CEST | Gladiators Beider Basel | 15 – 10 | Bern Grizzlies | Stadio di atletica leggera Sankt Jakob |

| Bienne 28 aprile 2013, ore 14:00 CEST | Bienna Jets | 18 – 26 | Zürich Renegades |  |

#### 7ª giornata
| Berna 5 maggio 2013, ore 14:00 CEST | Bern Grizzlies | 16 – 49 | Calanda Broncos | Stadio di atletica leggera Wankdorf |

| Witikon 5 maggio 2013, ore 14:00 CEST | Zürich Renegades | 21 – 0 | Bienna Jets | Sportplatz Looren |

#### 8ª giornata
| Winterthur 11 maggio 2013, ore 18:00 CEST | Winterthur Warriors | 46 – 16 | Bienna Jets | Sportpark Deutweg |

| Witikon 12 maggio 2013, ore 14:00 CEST | Zürich Renegades | 0 – 40 | Bern Grizzlies | Sportplatz Looren |

| Basilea 12 maggio 2013, ore 14:00 CEST | Gladiators Beider Basel | 24 – 49 | Calanda Broncos | Stadio di atletica leggera Sankt Jakob |

#### 9ª giornata
| Bienne 26 maggio 2013, ore 14:00 CEST | Bienna Jets | 0 – 42 | Gladiators Beider Basel |  |

| Berna 26 maggio 2013, ore 16:00 CEST | Bern Grizzlies | 35 – 9 | Zürich Renegades | Stadio di atletica leggera Wankdorf |

#### 10ª giornata
| Coira 1º giugno 2013, ore 14:00 CEST | Calanda Broncos | 38 – 34 | Gladiators Beider Basel | Sportplatz Ringstrasse |

| Winterthur 13 giugno 2013, ore 14:00 CEST | Winterthur Warriors | 32 – 21 | Zürich Renegades | Sportpark Deutweg |

| Berna 19 giugno 2013, ore 14:00 CEST | Bern Grizzlies | 37 – 0 | Bienna Jets | Stadio di atletica leggera Wankdorf |

#### 11ª giornata
| Bienne 8 giugno 2013, ore 18:00 CEST | Bienna Jets | 12 – 34 | Winterthur Warriors |  |

| Coira 9 giugno 2013, ore 14:00 CEST | Calanda Broncos | 49 – 21 | Bern Grizzlies | Sportplatz Ringstrasse |

| Basilea 9 giugno 2013, ore 14:00 CEST | Gladiators Beider Basel | 58 – 20 | Zürich Renegades | Stadio di atletica leggera Sankt Jakob |

#### 12ª giornata
| Berna 16 giugno 2013, ore 18:00 CEST | Bern Grizzlies | 20 – 26 | Gladiators Beider Basel | Stadio di atletica leggera Wankdorf |

| Witikon 16 giugno 2013, ore 14:00 CEST | Zürich Renegades | 20 – 39 | Winterthur Warriors | Sportplatz Looren |

### Classifica
La classifica della regular season è la seguente:
- PCT = percentuale di vittorie, G = partite giocate, V = partite vinte, P = partite perse, PF = punti fatti, PS = punti subiti
- La qualificazione ai playoff è indicata in verde
- L'ultima classificata sfida la vincente della Lega B per la partecipazione alla Lega Nazionale A 2014 (giallo)

| Pos. | Squadra                 | PCT   | G  | V  | P  | PF  | PS  |
| ---- | ----------------------- | ----- | -- | -- | -- | --- | --- |
| 1    | Calanda Broncos         | 1.000 | 10 | 10 | 0  | 490 | 150 |
| 2    | Gladiators Beider Basel | .800  | 10 | 8  | 2  | 392 | 169 |
| 3    | Bern Grizzlies          | .600  | 10 | 6  | 4  | 313 | 130 |
| 4    | Winterthur Warriors     | .400  | 10 | 4  | 6  | 209 | 353 |
| 5    | Zürich Renegades        | .200  | 10 | 2  | 8  | 152 | 359 |
| 6    | Bienna Jets             | .000  | 10 | 0  | 10 | 52  | 417 |

## Playoff e playout
|  | Semifinali | Semifinali              | Semifinali              |                         |                 | Finale          | Finale | Finale |  |
|  |            |                         |                         |                         |                 |                 |        |        |  |
|  | 1          | Calanda Broncos         | 54                      |                         |                 |                 |        |        |  |
|  | 1          | Calanda Broncos         | 54                      |                         |                 |                 |        |        |  |
|  | 4          | Winterthur Warriors     | 7                       |                         |                 |                 |        |        |  |
|  | 4          | Winterthur Warriors     | 7                       |                         | Calanda Broncos | Calanda Broncos | 46     |        |  |
|  |            |                         |                         |                         | Calanda Broncos | Calanda Broncos | 46     |        |  |
|  |            |                         | Gladiators Beider Basel | Gladiators Beider Basel | 41              |                 |        |        |  |
|  | 2          | Gladiators Beider Basel | Gladiators Beider Basel | Gladiators Beider Basel | 41              | 34              |        |        |  |
|  | 2          | Gladiators Beider Basel |                         |                         |                 |                 |        |        |  |
|  | 3          | Bern Grizzlies          | 6                       |                         |                 |                 |        |        |  |

### Semifinali
| Coira 29 giugno 2013, ore 18:00 CEST | Calanda Broncos | 54 – 7 | Winterthur Warriors | Stadion Ringstrasse |

| Basilea 30 giugno 2013, ore 14:00 CEST | Gladiators Beider Basel | 34 – 6 | Bern Grizzlies | Stadio di atletica leggera Sankt Jakob |

### Playout
L'incontro non è stato disputato e sono stati promossi in LNA i  Lausanne LUCAF Owls.
| 6 luglio 2013 | Bienna Jets | n.d. – n.d. | Geneva Seahawks |  |

### XXVIII Swiss Bowl
| Grenchen 13 luglio 2013, ore 18:00 CEST | Calanda Broncos | 46 – 41 | Gladiators Beider Basel | Stadion Brühl |

## Verdetti
- Calanda Broncos Campioni di Svizzera 2013
- Bienna Jets relegati in Lega 2014